# Lenapah
Lenapah – miasto w Stanach Zjednoczonych, w stanie Oklahoma, w hrabstwie Nowata.